# 네이트 도그
너새니얼 드웨인 헤일(Nathaniel Dwayne Hale, 1969년 8월 19일 ~ 2011년 3월 15일)은 예명 네이트 도그(Nate Dogg)로 알려진 미국의 힙합 가수이다. 스눕 독과 사촌 관계이며, R&B 가수 브랜디와도 사촌 관계이다.

## 활동
미시시피주에서 교회성가대로 활동했다. 16살때 고등학교를 자퇴하고, 미해병대에서 3년동안 복무했다. 1991년 사촌인 스눕 독, 워렌 지와 함께 그룹 '213'을 만들었다. 그들은 캘리포니아주에서 데모 테입을 내며 활동하고 있었는데, 이후 닥터 드레가 데모를 듣고 그를 지원하게 된다.
네이트 독은 1992년 닥터 드레의 The Chronic 음반으로 데뷔한다. 1993년 데스 로우 레코드에 소속되었으며, 'Mista Grimm'의 'Indosmoke' 곡에 워렌 지와 함께 참여한다. 1994년 워렌 지에 서부힙합의 히트 싱글중에 하나인 'Regulate'를 프로듀싱한다. 그는 1995년 2pac이 레이블에 영입된 후 그의 수많은 곡에 참여한다. 그중 2pac의 컴필레이션 앨범 'Thug Life: Volume I'에 참여한다. 1998년 'G-Funk Classics, Vol. 1 & 2'와 2001년 'Music & Me'를 'Elektra Record'에서 발매한다.
네이트 독은 솔로앨범보다 다른 가수와의 합작에 있어서 더 많은 대중적 인기를 얻었다. 2003년에는 50 센트의 곡 '21 Qusetions'에 참여하며, 빌보드 1위를 한다. 또한 2005년 에미넴의 히트 싱글인 'Shake That'에도 참여하며, 빌보드를 비롯한 여러 10위권안에 들었다.2008년부터 레이블을 옮겨가며 힙합프로젝트를 제작중이라고 한다.
2007년과 2008년 뇌졸중에 걸렸다. 2009년 다시 50 센트의 신보 'Before I Self Destruct'의 트랙 중 'Here For A Reason'에 참여하였으나, 2011년 3월 15일 사망하였다.